# Porfirio Armando Betancourt
Porfirio Armando Betancourt Cortez (La Lima, 1957. október 10. – San Pedro Sula, 2021. július 28.) válogatott hondurasi labdarúgó, csatár.

## Pályafutása

### Klubcsapatban
1977–78-ban a Marathón, 1981–82-ben a Real España labdarúgója volt. 1982 és 1984 között a francia RC Strasbourg játékosa volt. 1984–85-ben az amerikai St. Louis Steamers teremlabdarúgó-csapatában szerepelt. 1985–86-ban a spanyol CD Logroñés labdarúgó volt. 1987–88-ban ismét teremlabdarúgásra váltott és az amerikai Kansas City Comets csapatában játszott. 1988-ban a Marathón játékosaként vonult vissza az aktív labdarúgástól.

### A válogatottban
1982 és 1985 között kilenc alkalommal szerepelt a hondurasi válogatottban és öt gólt szerzett. Részt vett az 1982-es spanyolországi világbajnokságon.